# City of Coventry
City of Coventry är ett storstadsdistrikt (kommun) i grevskapet West Midlands i England,  Storbritannien. Distriktet har 355 600 invånare (2022).

## Civil parishes
Staden Coventry tillhör ingen civil parish. I landsbygdsområdet utanför staden finns tre civil parishes: Allesley, Finham och Keresley.